# Pueblo keliko
El pueblo keliko (kaliko) es un grupo étnico de las regiones septentrionales del valle alto del río Kibali, al noroeste de la República Democrática del Congo, tierras fronterizas del distrito de Koboko (Uganda)  y en el distrito de Yei, en la región meridional de Sudán del Sur. Hablan keliko (kaliko) una lengua sudanesa , que cuenta con dialectos. Por razones lingüísticas,  culturales o de mestizaje los kaliko están estrechamente emparentados con sus vecinos beli, madi, moru, lugbara y lulubo (olu’bo).

## Etimología
En la República Democrática del Congo de se les llama kaliko y en Sudán se les denomina keliko.

## Idioma
Hablan keliko, también llamado kaliko o kaliko-ma’di, un idioma perteneciente al complejo lingüístico moru-madi de las lenguas sudánicas centrales, pertenecientes a la familia nilo sahariana, subgrupo chari-nil en la clasificación de lenguas africanas de J.H. Greenberg.
A 2016 se estima que existen 59.000 hablantes de kaliko en territorio africano. De ellos 27.000 (45,76%) están en Sudán del Sur, unos 19.000 (32,20%) en la República Democrática del Congo y 13. 000 (22,04%) en Uganda.

## Territorio
Habitan en la cuenca del Nilo-Congo, en una región de suaves colinas y valles profundos y drenados por arroyos perennes de los cuales, el río Yei es el más importante. El clima es tropical con altas precipitaciones que abarcan de 8 a 10 meses al año.

## Historia
De las migraciones del siglo XVI del pueblo madi y su encuentro con grupos luo a la altura del valle alto del río Kibali se formó el pueblo lugbara.  La tradición keliko señala que por el siglo XVIII el ejército asante perseguía a un grupo lugbara en busca de esclavos. Unas comunidades lograron refugiarse en las colinas sobre el río Yei, donde tuvo terminaron estableciéndose y adoptando la identidad keliko.

## Economía
Tradicionalmente el pueblo kaliko vive de la agricultura y la ganadería.  Crían cabras, ovejas y aves. Cultivan para su alimentación maíz, sorgo, mandioca, frijoles, caña de azúcar y batata. Tienen cultivos comerciales de tabaco, café y té. Hay oro y otros metales preciosos en la cuenca hidrográfica de la zona.

## Religión
Las comunidades kaliko de Uganda y Sudán del Sur mantienen la espiritualidad tradicional, mientras que las asentadas en la República Democrática del Congo están ampliamente cristianizadas.